# Dermaturus
Dermaturus is een geslacht van kreeftachtigen uit de klasse van de Malacostraca (hogere kreeftachtigen).

## Soort
- Dermaturus mandtii Brandt, 1850